# Abubakar Shekau
Abu Mohammed Abubakar bin Mohammad al-Sheikawi, znany także jako Darul Tawheed lub Darul Akeem wa Zamunda Tawheed (ur. 1975, zm. 19 maja 2021 w Nigerii) – przywódca Boko Haram, zmilitaryzowanej muzułmańskiej organizacji ekstremistycznej powstałej i działającej na terenach Nigerii, skąd sam pochodzi. Był salafitą. Shekau po poddaniu się Państwu Islamskiemu Prowincji Afryki Zachodniej (ISWAP) po strzelaninie w lesie Sambisa, podczas rozmów negocjacyjnych wysadził się w powietrze.